# Могила пионера-героя Вити Захарченко
Могила пионера-героя Вити Захарченко — могила и памятник герою-пионеру Виктору Захарченко в городе Шебекино Белгородской области, погибшему от рук немецких оккупантов в 1942 году.
Является объектом историко-культурного значения.

## История
Витя Захарченко родился в селе Устинка Шебекинского района. Когда началась Великая Отечественная война, Вите было 13 лет. С начала фашистской оккупации мальчик помогал своей матери прятать хлеб для партизан.
Когда к ним в село пришли советские бойцы, чтобы оперативно выяснить расположение врага и его сил в селе Крутой Лог, Витя вызвался провести их, потому что он хорошо знал родную местность. Так он стал разведчиком и вместе с военными участвовал в различных операциях. В разведку ходил как с бойцами, так и в одиночку, добывая сведения о местах расположения врага. Однажды доставил в штаб взятого им лично «языка».

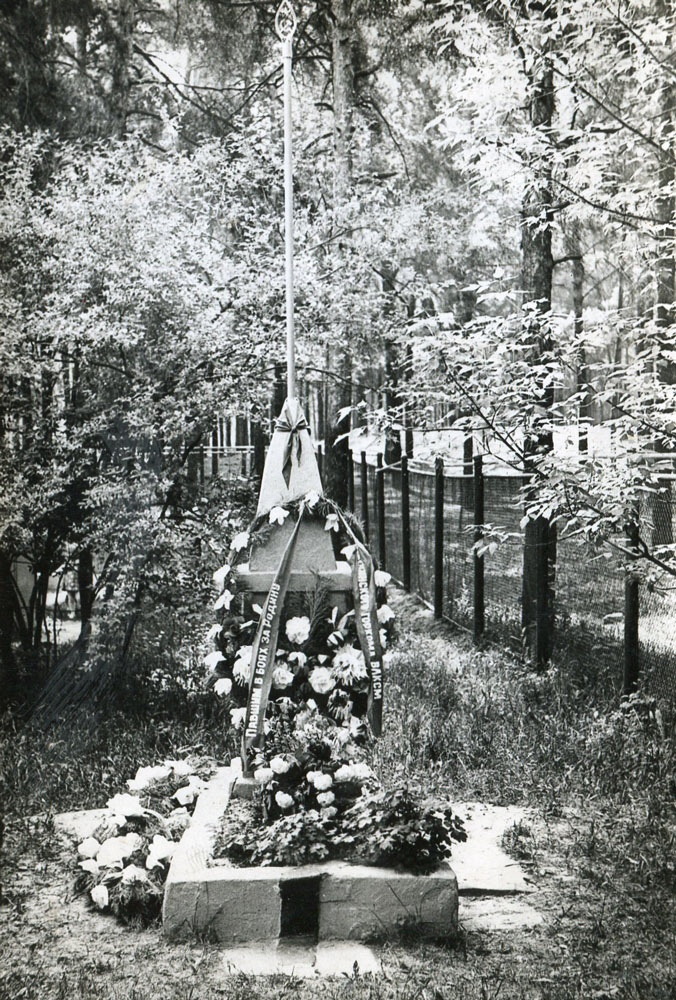
Первый вариант памятника Вите Захарченко

В июне 1942 года полицаи выследили юного разведчика, которого выдал предатель. Под конвоем Витя был отправлен из Устинки в Шебекино, где брошен в подвал. На допросах пионер-герой молчал. Во время пыток ему выкололи глаза, сломали левую руку, но он никого не выдал. Вместе с двумя местными жителями был расстрелян на окраине соснового бора. На этом месте Витя Захарченко был похоронен, и ему был поставлен памятник в виде обычного обелиска с пятиконечной звездой. В 2005 на этом месте был установлен памятник и организован мемориал. В настоящее время это территория шебекинского детского сада № 5, недалеко от городской Аллеи Славы.

## Описание
Мемориал Виктору Захарченко представляет собой огороженную площадку, покрытую тротуарной плиткой. На месте захоронения героя создано надгробие, облицованное коричневой плиткой, на котором установлена памятная табличка с надписью: «Здесь похоронен пионер Витя Захарченко 1942 год». Рядом на высоком трёхступенчатом постаменте, облицованным коричневой гранитной плиткой, установлен бюст Вити. На лицевой части постамента мемориальная табличка, где написано: «Витя Захарченко».
Имя юного героя-разведчика носит в Белгороде подростковый клуб по месту его жительства, где на стене здания установлен мемориальный знак в виде барельефа с информационными табличками.